# Dash and Lilly
Ne doit pas être confondu avec Dash and Lily.
Pour plus de détails, voir Fiche technique et Distribution.
Dash and Lilly est un téléfilm américain de 1999 réalisé par Kathy Bates consacré au couple formé par les écrivains Dashiell Hammett (interprété par Sam Shepard) et Lillian Hellman (Judy Davis). Le téléfilm a obtenu plusieurs nominations aux Golden Globes et aux Emmy Awards et a remporté le prix du meilleur scénario dans la catégorie Original long form (œuvre originale en format long).

## Synopsis
Dash and Lilly décrit l'histoire d'amour de 30 ans entre Dashiell Hammett, célèbre auteur de roman noir, et Lillian Hellman, scénariste et dramaturge autrice de pièces à succès de Broadway. Ils se rencontrent à Hollywood, où ils sont tous deux scénaristes. Leur relation tumultueuse est marquée par des problèmes d'alcoolisme et le maccartysme : tous deux sympathisants communistes affichés, ils se voient un temps interdits de travail, Hammett purgeant même une peine de cinq mois de prison.

## Fiche technique
- Réalisatrice : Kathy Bates

- Scénario : Jerrold L. Ludwig
- Producteurs exécutifs : Delia Fine, Stan Marguiles, Antony Root
- Producteurs : Jerrold L. Ludwig, Craig McNeil
- Musique : Laura Karpman

## Distribution
- Sam Shepard : Dashiell Hammett
- Judy Davis : Lillian Hellman
- Bebe Neuwirth : Dorothy Parker
- Laurence Luckinbill : Joseph Rauh
- David Paymer : Arthur Kober
- Željko Ivanek : Mel Berman

## Récompenses
- Writers Guild of America Awards 2000 :
  - Original long form (vainqueur)[1]
- Golden Globes 2000[2] :
  - Meilleure mini-série ou meilleur téléfilm (nomination)
  - Meilleur acteur dans une mini-série ou un téléfilm pour Sam Shepard (nomination)
  - Meilleur actrice dans une mini-série ou un téléfilm pour Judy Davis (nomination)
- Primetime Emmy Awards 2000[3] :
  - Meilleur téléfilm (nomination)
  - Meilleure réalisation pour une mini-série ou un téléfilm pour Kathy Bates (nomination)
  - Meilleur acteur dans une mini-série ou un téléfilm pour Sam Shepard (nomination)
  - Meilleure actrice dans une mini-série ou un téléfilm pour Judy Davis (nomination)
  - Meilleure actrice dans un second rôle dans une mini-série ou un téléfilm pour Bebe Neuwirth (nomination)
  - Meilleurs costumes dans une mini-série ou un téléfilm (nomination)
  - Meilleur montage à caméra unique dans une mini-série ou un téléfilm (nomination)